# Roger Powell (musicien)
Pour les articles homonymes, voir Roger Powell et Powell.
Roger Powell (né le 14 mars 1949) est un musicien, programmeur et consultant, connu pour sa participation au groupe de rock progressif Utopia à partir du 2e album du groupe. Il a fait par la suite une carrière solo.

## Biographie
Roger Powell commence sa carrière musicale à la fin des années 1960, en tant que protégé de Robert Moog et travaille aussi pour ARP en tant que programmeur et concepteur de démos.
Roger Powell rejoint le groupe Utopia en 1974, jusqu'à sa séparation en 1985. Il continue par la suite une carrière solo, entamée dès 1973, et joue en particulier pour David Bowie.
En tant que programmeur, il a développé un des premiers séquenceurs Midi appelé Texture. Initialement développé pour l'Apple II, il permettait de manipuler des séquences. Par la suite il l'a porté sur IBM PC et sur Amiga, avec l'interface du Roland MPU-401 (en), utilisée en particulier par Stevie Wonder. Roger Powell a réalisé la première démonstration de synthétiseur digital aux laboratoires Bell. Entre 1997 et 2009 il a travaillé pour Apple.
Roger Powell a tenu aussi pendant plusieurs années une rubrique dans Keyboard Magazine sur la technique des synthétiseurs. Il travaille actuellement pour Electronic Arts.

## Discographie solo
- Cosmic Furnace (Atlantic, 1973 — ressorti en CD en 2005)
- Air Pocket (Bearsville, 1980 — ressorti en CD en 2006)
- Fossil Poets (Inner Knot, 2006 Digipak CD)
- Fossil Poets (Inner Knot, 2007 Ltd. Ed. clear blue vinyl LP)
- Blue Note Ridge (Fossil Poet Records, 2009 CD et téléchargement)

## Sources
- (en) Cet article est partiellement ou en totalité issu de l’article de Wikipédia en anglais intitulé « Roger Powell (musician) » (voir la liste des auteurs).